# Estadio de fútbol de la Universidad Simón Bolívar
El estadio de fútbol de la Universidad Simón Bolívar, también conocido como campo de fútbol de la USB, es un estadio multiusos ubicado en Caracas, Venezuela. Se encuentra en terrenos pertenecientes a la Universidad Simón Bolívar. Es usado para la práctica tanto de fútbol como de otros deportes como el atletismo o el rugby. 
El estadio está rodeado por grandes y abundantes áreas verdes, así como de espacios amplios. Posee un estacionamiento. En sus alrededores además se encuentra un gimnasio cubierto, una piscina olímpica y de saltos, canchas de baloncesto, un campo de béisbol y uno de softbol.

## Clubes deportivos
Desde enero de 2015 es sede del equipo de fútbol profesional Baruta FC de la Tercera División de Venezuela. El estadio es denominado de manera intima por el equipo de fútbol baruteño como "El Templo", en alusión a lo sagrado que es para ellos dicho terreno de juego desde el enfoque deportivo.
El estadio es también sede del Club de Rugby de la Universidad Simón Bolívar, equipo del Campeonato Venezolano de Clubes de Rugby.

## Eventos
Alternativamente el recinto es utilizado para la realización de espectáculos culturales, y de entretenimiento entre los que destacan grandes conciertos de diversos artistas nacionales e internacionales. Al tratarse de una infraestructura deportiva pública que administra la universidad de manera autónoma, es requerido el permiso de las autoridades universitarias para su uso. Como hecho resaltante, en este recinto Gustavo Cerati ofreció su último concierto, la noche en la que sufrió un ACV por el que fallecería cuatro años después. Algunos de los conciertos presentados en el estadio son los siguientes: 
| País                      | Artista                                 | Año       |
| ------------------------- | --------------------------------------- | --------- |
| Bandera de Australia      | The Australian Pink Floyd Show          | 2007      |
| Bandera de Estados Unidos | Maroon 5                                | 2008      |
| Bandera del Reino Unido   | Travis (banda)                          | 2008      |
| Bandera del Reino Unido   | R.E.M                                   | 2008      |
| Bandera del Reino Unido   | Duran Duran                             | 2008      |
| Bandera de Italia         | Andrea Bocelli                          | 2008      |
| Bandera de México         | Carlos Santana                          | 2009      |
| Bandera del Reino Unido   | Peter Gabriel                           | 2009      |
| Bandera del Reino Unido   | Oasis                                   | 2009      |
| Bandera de Estados Unidos | Jason Mraz                              | 2009      |
| Bandera de España         | Plácido Domingo                         | 2009      |
| Bandera de Guatemala      | Ricardo Arjona                          | 2009      |
| Bandera del Reino Unido   | Depeche Mode                            | 2009      |
| Bandera del Reino Unido   | Pet Shop Boys                           | 2009      |
| Bandera del Reino Unido   | Sting                                   | 2010      |
| Bandera de Argentina      | Gustavo Cerati                          | 2010      |
| Bandera de Italia         | Eros Ramazzotti                         | 2010      |
| Bandera de Puerto Rico    | Chayanne                                | 2010      |
| Bandera de Estados Unidos | Green Day                               | 2010      |
| Bandera de Francia        | David Guetta                            | 2010/2013 |
| Bandera de España         | Alejandro Sanz                          | 2010      |
| Bandera de Panamá         | Rubén Blades                            | 2010      |
| Bandera de Puerto Rico    | Olga Tañón                              | 2010      |
| Bandera de Estados Unidos | Train                                   | 2011      |
| Bandera de Colombia       | Shakira                                 | 2011      |
| Bandera de Estados Unidos | Miley Cyrus                             | 2011      |
| Bandera de Puerto Rico    | Gilberto Santa Rosa                     | 2011      |
| Bandera de Puerto Rico    | Ricky Martin                            | 2011      |
| Bandera de Estados Unidos | Cobra Starship                          | 2011      |
| Bandera de Estados Unidos | Scooter Braun                           | 2011      |
| Bandera de Canadá         | Justin Bieber                           | 2011      |
| Bandera de Venezuela      | Franco De Vita                          | 2011      |
| Bandera de Estados Unidos | Howie Dorough                           | 2011      |
| Bandera de Estados Unidos | Britney Spears                          | 2011      |
| Bandera del Reino Unido   | Elton John                              | 2012      |
| Bandera de México         | Maná                                    | 2012      |
| Bandera de Croacia        | 2Cellos                                 | 2012      |
| Bandera de México         | Luis Miguel                             | 2012/2013 |
| Bandera de Estados Unidos | Gene Simmons Duff McKagan Charlie Sheen | 2012      |
| Bandera de Puerto Rico    | Wisin & Yandel                          | 2012      |
| Bandera de Estados Unidos | Jennifer Lopez                          | 2012      |
| Bandera de México         | Vicente Fernández                       | 2012      |
| Bandera del Reino Unido   | Jamiroquai                              | 2013      |
| Bandera de Estados Unidos | Mike Deleasa                            | 2013      |
| Bandera de Estados Unidos | Jonas Brothers                          | 2013      |
| Bandera de Canadá         | Deadmau5                                | 2013      |
| Bandera de Estados Unidos | Beyoncé                                 | 2013      |
| Bandera de Italia         | Il Volo                                 | 2013      |
| Bandera de Venezuela      | Lasso                                   | 2023      |